# Radoslav Zdravkov
Radoslav Metodieve Zdravkov (in bulgaro Радослав Здравков?; Sofia, 30 luglio 1956) è un dirigente sportivo, allenatore di calcio ed ex calciatore bulgaro, di ruolo centrocampista, attuale direttore sportivo del CSKA 1948 Sofia.

## Palmarès

### Individuale
- Calciatore bulgaro dell'anno: 1

1982